# Атланта (отель)
«Атланта» (нидерл. Atlanta) — четырёхзвёздочный отель в Роттердаме, расположенный на пересечении улиц Коолсингел и Аэрт ван Несстраат. Имеет официальное название «NH Atlanta Rotterdam».

## История
Строительство здания «Атланты» в стиле арт-деко, спроектированного архитектором ван дер Тогтом, началось в 1929 году и закончилось в 1931 году. Основой конструкции был бетонный каркас. Восемь верхних этажей здания занимал собственно отель, а на первом этаже находился кафе-ресторан. Общая высота сооружения составляла 36 метров, за счёт чего оно было значительно выше других построек на улице Коолсингел.
23 мая 1938 года в ресторане «Атланты» агент НКВД Павел Судоплатов передал лидеру ОУН Евгену Коновальцу пакет со взрывчаткой, замаскированный под подарочную коробку конфет. Когда Коновалец, выйдя из ресторана на улицу Коолсингел, перевёл коробку в вертикальное положение, произошёл взрыв, в результате которого он погиб.
Здание отеля уцелело после бомбардировки Роттердама 14 мая 1940 года и пережило немецкую оккупацию Нидерландов. В 1950 году со стороны Аэрт ван Несстраат к отелю пристроено новое крыло, внешне имеющее вид в одном стиле с основным сооружением. В 1965 году отель обзавёлся ещё одной пристройкой со стороны Коолсингел. Выстроенная из бетонных панелей, она резко контрастирует с остальной частью «Атланты».
В 1998 году зданию отеля «Атланта» был придан статус «муниципального памятника».

## Описание
Для туристов отель привлекателен расположением в относительной близости от основных достопримечательностей Роттердама, таких как Евромачта, Музей Бойманса-ван Бёнингена, Мост Эразма и Роттердамского зоопарка, а также магазинов, ночных клубов и остановок общественного транспорта. Прямо напротив «Атланты» располагается здание Всемирного торгового центра, а в 20 минутах ходьбы от отеля находится Роттердамский порт — самый крупный в Европе.
Отель предлагает своим клиентам индивидуально оформленные номера с отдельными ванными комнатами. В каждом номере есть отдельный гостиный уголок, а также удобства для приготовления чая и кофе. Интерьер всех этажей отеля выдержан в стиле 1930-х годов. На первом этаже «Атланты» находится ресторан китайской кухни «Grand Garden».